# Mörkrets furste
Mörkrets furste är en isländsk film av Hrafn Gunnlaugsson från 2000 och är baserad på en verklig händelse.

## Handling
Filmen handlar om Jón Magnússon, en ung präst på Island under 1600-talet. Island var hårt drabbad av hungersnöd och folket pinas svårt under den hårda tiden. Jón Magnússon blir pastor i en avlägsen församling sedan den tidigare pastorn avlidit. Förutom att överta ämbetet gifter sig Jón, precis som seden bjuder, även med den mycket äldre och frigida änkan till den tidigare pastorn. Bitter över livet upptäcker han den vackra pigan Thurildur, som han blir besatt av. 
Han drabbas snart av ångest för sina lustar och får mardrömmar där han möter Hin håle själv. Snart börjar han dock se Djävulen i olika skepnader även under dagtid och han blir alltmer sinnesförvirrad. I denna tid då häxprocessen är som aktivast, börjar han anklaga folk i församlingen för att syssla med trolldom, djävulspakter och därigenom gjort honom besatt av Satan. Däribland den man som Thurildur har ett förhållande med och genomdriver att den oskyldige mannen döms för trolldom. Eftersom han både är oförmögen att få Thurildur och dessutom anser att hon förtrollat honom med demoniska krafter, anklagar han även henne för att vara en häxa. 
När Thurildur är fängslad utsätter han henne för våldsam tortyr för att få henne att erkänna och sedan våldtar han den unga flickan upprepade gånger för att förnedra henne. Efter att ha våldtagit och skändat hennes kropp ser han till så att hon skall brännas levande på bål, dömd som häxa. Jón Magnússons öde slutar dock med att de rådande männen i tinget tröttnar på hans sinnessjukdom och dräpandet av oskyldiga människor och Jón Magnússon möter snart själv Döden i ett dramatiskt slut.

## Om filmen
Filmen är baserad på en verklig händelse (häxprocessen i Kirkjuból) som utspelade sig på Island under häxprocessen på 1600-talet. Handlingen är baserad på de anteckningar som pastorn Jón Magnússon lämnade efter sig. Manuset är skrivet av svensken Bo Jonsson och filmen regisserades av islänningen Hrafn Gunnlaugsson.

## Rollista (i urval)
- Hilmir Snær Guðnason - Pastor Jón Magnússon
- Sara Dögg Ásgeirsdóttir - Þurildur
- Hallgrímur H. Helgason - Magnus
- Alexandra Rapaport - Christina
- Guðrún Kristín Magnúsdóttir - Þórkatla
- Gunnar Jónsson - Snorri
- Atli Rafn Sigurðarsson - Sveinn
- Jón Sigurbjörnsson -  Páll den äldre
- Jón Tryggvason - Páll den yngre